# 사우디아라비아의 경제
사우디아라비아의 경제는 세계 20대 경제 중 하나이며, 아랍권과 중동에서 가장 큰 경제이다. 사우디아라비아는 G20 국가들의 일부이다.
총 34조 4천억 달러의 가치를 지닌 사우디아라비아는 세계에서 두 번째로 가치 있는 천연 자원을 가지고 있다. 이 나라는 입증된 석유 매장량으로는 두 번째로 많고, 세계에서 석유를 가장 많이 수출하는 나라이다. 또한 검증된 천연가스 매장량 5위를 차지하며 "에너지 초강대국"으로 평가받고 있다.
사우디아라비아의 경제는 석유에 많이 의존하고 있으며 OPEC 회원국이다. 2016년 사우디 정부는 석유에 대한 의존도를 줄이고 경제 자원을 다각화하기 위해 사우디아라비아 비전 2030을 출범시켰다. 사우디아라비아의 2019년 1분기 예산은 2014년 이후 첫 흑자를 기록했다. 104억 달러를 차지하는 이 흑자는 석유와 비석유 수입의 증가로 인해 달성되었다.

## 경제 개요
사우디 석유 매장량은 세계 2위이고, 사우디아라비아는 세계 최고의 석유 수출국이자 2위 생산국이다. 사우디 정부가 제공한 수치에 따르면 검증된 매장량은 2600억 배럴로 추정되는데 이는 세계 석유 매장량의 약 1/4이다. 사우디아라비아의 석유는 풍부할 뿐만 아니라 압력을 받고 있으며 지표면과 가깝다. 이것은 사우디아라비아에서 석유를 추출하는 것이 다른 많은 곳보다 훨씬 더 저렴하고 더 많은 이익을 가져다 준다. 석유 부문은 사우디 예산 수입의 약 87%, 수출 수입의 90%, GDP의 42%를 차지하고 있다. 사우디의 석유 매장량과 생산은 주로 국영 회사인 사우디 아람코가 관리하고 있다.
GDP의 또 다른 40%는 민간부문에서 나온다. 약 750만 명의 외국인이 사우디아라비아에서 합법적으로 일하고 있으며, 이는 예를 들어 석유 및 서비스 분야에서 사우디 경제에 중요한 역할을 하고 있다. 정부는 수년 동안 민간 부문의 성장을 장려하여 석유에 대한 왕국의 의존을 줄이고 급증하는 사우디 인구의 고용 기회를 늘렸다. 최근 수십 년 동안 정부는 민간 부문과 외국인 투자자들의 발전 및 통신 부문 참여를 허용하기 시작했고 WTO에 가입했다. 2000년대 대부분의 기간 동안, 고유가는 정부가 예산 흑자를 기록하고, 직업 훈련과 교육에 대한 지출을 증가시키고, 사회 기반 시설 개발과 정부 급여를 증가시키는 것을 가능하게 했다.

## 역사
사우디아라비아는 1930년대까지 생계형 경제였다. 1933년 사우디 정부는 캘리포니아 스탠다드 오일 회사와 석유 양허 계약을 맺었다. 사우디에서는 텍사코와 셰브론의 제휴로 설립된 아람코가 주로 경영하는 유전 개발이 계속되었다. 1951년, 중동의 첫 번째 해상 유전은 아라비안 아메리칸 석유 회사(아람코)에 의해 라스의 알 사파니야 지역에서 발견되었다. 1949년까지 사우디의 석유 생산량은 하루 50만 배럴(bpd)에 달했고 1954년에는 100만 bpd로 급격히 증가했다. 게다가 1951년 아람코는 요르단, 시리아, 레바논을 지나 사우디 동쪽 지역에서 지중해로 석유를 변환하는 송유관을 운영하기 시작했다. 그러나 1981년 이 노선의 운영은 석유 변형의 목적지를 단축하는데 크게 기여한 페르시아만의 주바일과 홍해의 윤부 사이를 연결하는 새로운 운영이 시작되면서 중단되었다. 1960년, OPEC은 사우디아라비아와 함께 창립 회원국 중 하나로 설립되었다. 1973년 석유 위기 동안, 석유 가격은 배럴당 3달러에서 거의 12달러로 올랐고, 사우디 경제는 빠르게 성장하기 시작했고, 1973년 약 150억 달러에서 1981년에는 약 1,840억 달러로 증가했다. 사우디 정부는 점차 아람코의 자산을 매입한 뒤 1980년 아람코를 국유화했다. 1988년, 사우디 아람코는 아람코의 책임을 인수하기 위해 설립되었다.
1980년, 석유 가격은 최고조에 달했고, 수요는 선진국들의 경기 침체와 잉여금을 발생시킨 석유의 보다 효율적인 사용으로 인해 떨어지기 시작했다. 이로 인해 1980년 배럴당 약 36달러였던 유가가 1986년에는 약 14달러로 떨어지면서 전 세계적으로 석유 부족 현상이 발생했다. 1980~81년 동안 하루에 거의 1,000만 배럴(1600,000 m3)까지 증가했던 사우디의 석유 생산량은 1985년 하루 약 200만 배럴(320,000 m3/d)로 감소했다. 예산 적자가 발생하자 정부는 외국 자산을 줄였다. 석유 과잉과 생산 감소 압력의 결과로 1985년 이후 사우디아라비아는 OPEC 회원국들에 대한 생산 할당제를 더욱 가혹하게 시행하기 시작했다.
1993년 6월, 사우디 아람코는 국영 마케팅 및 정제 회사(SAMAREC)를 흡수하여 세계 최대의 완전 통합 석유 회사가 되었다. 사우디 석유 수출의 대부분은 페르시아만에 있는 라스 타누라와 주아이마의 석유 터미널에서 유조선을 통해 이동한다. 나머지 석유 수출품은 왕국을 가로질러 동서 파이프라인을 통해 홍해 항구인 옌부로 운송된다. 새로운 주요 가스 이니셔티브는 미국과 유럽의 석유 회사들이 사우디 아라비아의 세 지역에 비관련 가스전을 개발하기 위해 상당한 투자를 할 것을 약속한다. 2001년 12월에 양허 수상자들과의 최종 기술 계약에 따라 2002년에 개발이 시작되어야 한다.

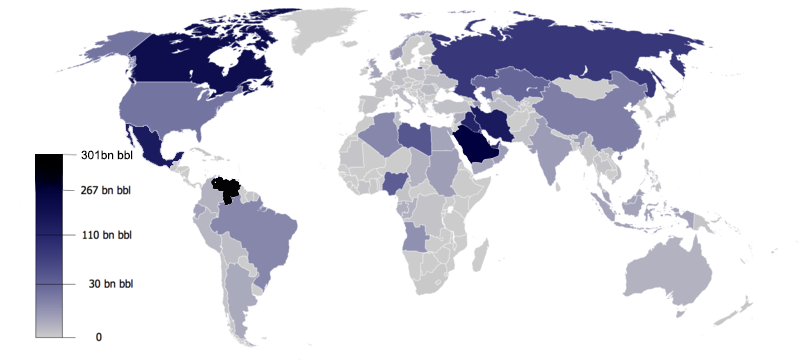
2013년 OPEC에 따른 세계 석유 매장량 지도

하지만 1997년 후반부터 사우디아라비아는 다시 저유가 문제에 직면했다. 동아시아 경제 위기, 엘니뇨로 인한 서구의 온난한 겨울, 비 OPEC 석유 생산 증가 등 복합적인 요인으로 인해 석유 수요가 둔화되었고 유가가 1/3 이상 하락했다.
사우디아라비아는 석유의 생산과 공급을 관리함으로써 석유 가격을 걸프 전쟁 이후 최고 수준으로 올리기 위해 1999년 OPEC과 다른 산유국들의 성공적인 캠페인을 조정하는데 핵심적인 역할을 했다. 같은 해, 사우디아라비아는 제도 및 산업 개혁을 가속화하기 위해 경제 개발 정책을 수립하고 더 잘 조정하기 위해 최고 경제 위원회를 설립하였다.
사우디아라비아는 수년간의 협상 끝에 2005년에 WTO에 가입했다.

### 외국인 투자
1980년대 중반은 또한 외국인의 사업 소유가 허용되었던 시기였다. 1990년대 중반에는 통신, 공익사업 및 금융 서비스에 대한 투자를 모색하면서 외국인 소유 규칙이 다시 완화되었다. 2000년에는 100% 외국인 소유 비즈니스가 허용되었다.
2008년 이후, 특히 아프리카에서 광범위한 토지 투자가 이루어졌다.
UNCTAD가 2018년 6월 발표한 보고서에 따르면 사우디의 외국인 직접투자는 2017년 14억 달러로 전년 75억 달러, 2012년 122억 달러보다 줄었다. 투자 감소는 외국계 다국적기업의 기업 내 대출이 마이너스인 데다 각종 투자에서 비롯됐다. 2018년 1분기 순 자본 유출은 GDP의 약 5% 수준이었지만 2016년 말 GDP의 2% 미만이었다. 그러나 무역경제학에 발표된 보고서에 따르면 2018년 2분기에 사우디아라비아에 대한 외국인 직접투자는 8억 8200만 달러 증가했다. 또한 SAGIA의 자료에 따르면, 현행 경제 개혁으로 인해 1분기 또는 2018년에 외국인 투자에 대한 라이센스가 130% 증가하였다.
사우디는 2019년 재정예산이 발표된 뒤 GDP 적자율 4.2%를 메우기 위해 1200억 달러(320억 달러) 규모의 채권을 발행할 계획이었다.
2019년 1월에 그 왕국은 75억 달러 상당의 채권을 팔았다. 사우디아라비아는 석유 수입의 감소에 이어 국제 부채로 눈을 돌렸다. 거의 2년 반 동안 600억 달러 가치의 채권이 사우디에 의해 팔려 세계적으로 가장 큰 대출국 중 하나가 되었다.
2019년 1분기(13월) 영국 내 외국인 투자가 급증했다. 신규 해외사업 허가 건수가 2018년 대비 70% 증가하였다. 대부분의 라이센스는 이러한 증가를 주도한 영국 및 중국 기업에 대해 승인되었다. 2019년 1분기(13월) 사우디아라비아에 대한 외국인 투자가 28%나 급증했다.

### 다각화 및 개발 계획
정부는 석유 수입을 상대적으로 발달되지 않은 석유 기반 경제를 현대 산업 국가의 경제로 전환시키고 이슬람의 전통적인 가치와 관습을 유지하기 위해 할당하려고 노력해왔다. 비록 경제 기획자들이 그들의 모든 목표를 달성하지는 못했지만, 경제는 빠르게 발전했다. 석유 부는 대부분의 사우디인들의 생활 수준을 증가시켰다. 그러나 현저한 인구 증가로 인해 정부의 생활 수준 향상 재원 마련 능력이 약화되었다. 석유 수익에 대한 의존도가 여전히 높지만, 지금은 산업과 농업이 경제 활동에서 차지하는 비중이 더 크다. 사우디 졸업생들의 직업 능력과 모든 수준에서 민간 고용 시장의 요구 사이의 불일치는 경제 다양화와 발전에 주요 장애물로 남아 있다. 약 460만 명의 비 사우디가 경제에 고용되어 있다.
사우디아라비아는 1970년대에 첫 5개년 개발 계획의 일환으로 석유에 대한 의존도를 줄이기 위해 경제를 다각화하기 시작했다. 석유 부산물을 원료로 사용하는 기초 석유 화학 산업이 개발되었다. 페르시아만에 있는 알 주바일과 홍해에 있는 얀부의 어촌이 개발되었다. 그러나 사우디아라비아의 경제적 운명에 미치는 영향은 미미했다.
1970년대를 아우르는 사우디아라비아의 첫 두 개발 계획은 인프라를 강조했다. 그 결과 포장된 고속도로의 총 길이가 3배 증가했고, 발전량이 28배 증가했으며, 항만 용량이 10배 증가했다. 세 번째 계획(1980~85년)에서는 강조점이 바뀌었다. 사회 기반 시설에 대한 지출은 감소했지만 교육, 보건 및 사회 복지 부문에서 눈에 띄게 증가했다. 경제의 생산 분야를 다양화하고 확장하는 몫(주로 산업)은 계획대로 증가하지 않았지만 철강, 석유 화학, 비료 및 정유 제품을 생산하기 위해 석유와 가스를 사용하는 주바일과 얀부라는 두 개의 산업 도시는 대체로 완성되었다.
네 번째 계획(1985~90년)에서는 국가의 기본 인프라가 대체로 완전한 것으로 보였지만, 교육과 훈련은 여전히 관심 분야로 남아 있었다. 민간기업이 장려되었고, 사우디 공기업 및 민간기업과의 합작투자 형태에 대한 외국인 투자가 환영받았다. 민간 부문은 1987년까지 비석유 GDP의 70%까지 상승하면서 더욱 중요해졌다. 무역과 상업에 여전히 집중되어 있는 동안, 민간 투자는 산업, 농업, 은행, 그리고 건설 회사에 증가했다. 이러한 민간 투자는 관대한 정부 자금 조달과 인센티브 프로그램에 의해 지원되었다. 목표는 민간 부문이 대부분의 합작 벤처 기업에서 70%~90%의 소유권을 갖는 것이었다.
다섯 번째 계획(1990~95년)은 국방의 통합, 개선되고 보다 효율적인 정부 사회 서비스, 지역 개발, 그리고 가장 중요한 것은 외국인 노동자의 수를 줄임으로써 사우디의 민간 부문 고용 기회를 더 많이 창출하는 것을 강조했다.
여섯 번째 계획(1996년~2000년)은 정부 서비스 비용을 삭감하지 않고 낮추는 데 초점을 맞추고 교육 훈련 프로그램을 확대하기 위해 노력했다. 이 계획은 산업과 농업에 특별히 중점을 둔 경제 활동, 특히 민간 부문에서 다변화함으로써 석유 부문에 대한 왕국의 의존도를 줄일 것을 요구했다. 그것은 또한 노동력을 "사우디화"하려는 노력을 계속했다.
일곱 번째 계획(2000년~2004년)은 사우디 경제에서 경제 다변화와 민간 부문의 역할에 더 초점을 맞추고 있다. 2000~04년 정부는 매년 평균 3.16%의 GDP 성장률을 목표로 하고 있으며 민간 부문은 5.04%, 비석유 부문은 4.01% 성장할 것으로 예상된다. 정부는 또한 사우디인들을 위한 81만 7300개의 새로운 일자리를 만드는 목표를 세웠다.
광고 지출은 부가가치 제조에 대한 강조로 인해 새로운 정점에 도달했다.
2016년 사우디아라비아의 주요 투자국은 미국, 아랍에미리트, 프랑스, 싱가포르, 쿠웨이트, 말레이시아 등이었다. 그들은 주로 화학 산업, 부동산, 관광, 화석 연료, 자동차와 기계에 투자했다. 다양화의 일환으로 사우디는 중국 등 주요 정유업체와의 계약을 추진하고 있다.
사우디아라비아가 2005년 세계무역기구(WTO)의 회원이 되면서, 사우디가 세계에서 석유 매장량이 가장 많은 나라라는 사실, 높은 소비력, 우수한 인프라, 안정적 경제, 사우디아라비아에 대한 외국인 투자의 전반적인 환경에서 개선이 이루어졌다. 강화된 재정과 훌륭한 은행 시스템 그 이후로 그리고 WTO에 대한 약속에 따라 사우디아라비아는 무역과 관련된 정책과 법률을 개발하고 있다. 게다가, 최근 더 나은 경제 다변화를 약속하는 사우디아라비아 비전 2030의 발표와 함께 외국인 투자가 크게 고무되었다.
무함마드 빈 살만은 2017년부터 경제 활성화와 석유 의존도 감소를 위해 휘발유와 전기 가격 인상, 새로운 세금 도입, 외국인 노동자들에 대한 사우디 노동자 정책 등 다양한 변화를 가져왔다. 그러나 정부 관계자들은 이 정책들이 경제에 심각한 영향을 미치고 있다고 말했다. 사우디 경제인들은 2018년 매출 감소를 정부 탓으로 돌렸다.
2019년 《파이낸셜 타임스》는 국영석유 수혜국인 사우디 아람코를 유치하려던 계획이 외교부 소속과 국제기준 충족의 필요성 사이에서 좌초됐다고 보도했다. 이 회사 관계자는 기업공개(IPO)가 회사를 정리하는 합리적인 방법이라고 말했다. 반면, 칼리드 알 팔리 에너지장관은 아람코와 아람코의 협력은 양국 모두에게 "윈윈 정책"이라고 오랫동안 주장해 왔다.

## 무역

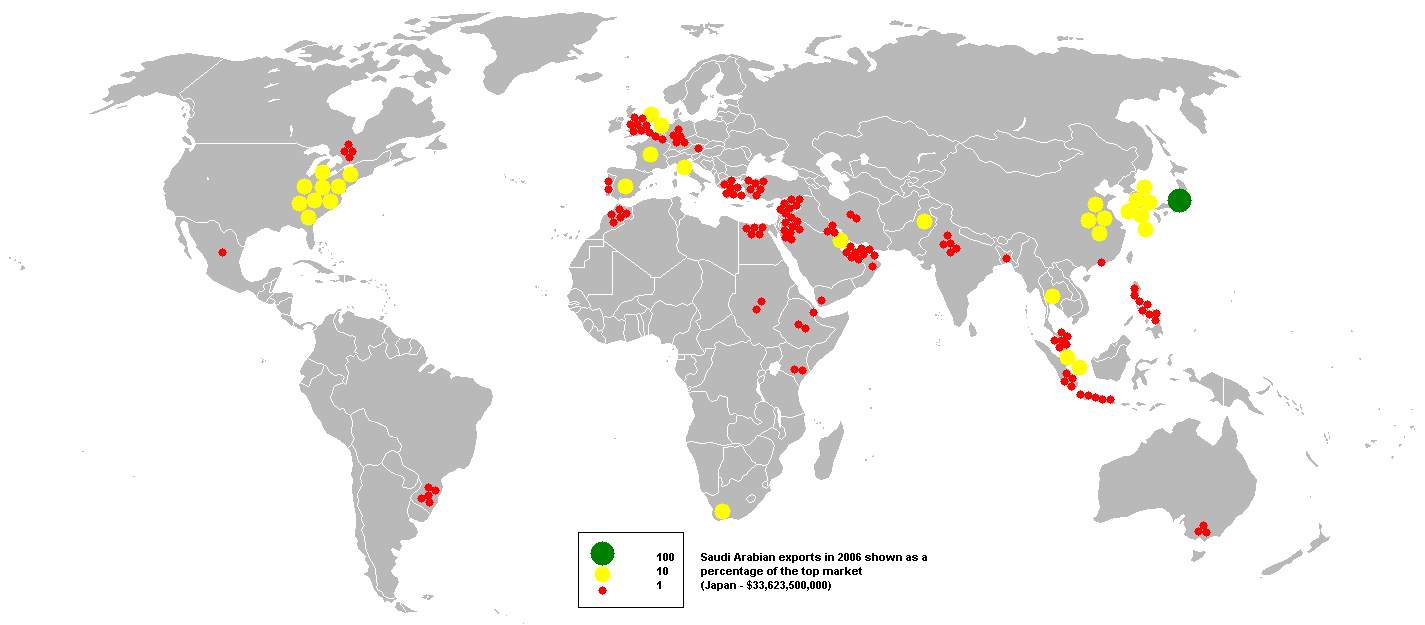
2006년 사우디아라비아 수출

2000년 4월, 정부는 사우디아라비아에 대한 외국인 직접 투자를 장려하기 위해 사우디아라비아 종합투자청을 설립했다. 사우디는 외국인 투자가 금지된 업종에 대해 부정적인 목록을 유지하고 있지만 정부는 통신, 보험, 송전/배전 등 폐쇄적인 업종을 점차 개방할 계획이다.
사우디아라비아는 2005년 12월 11일에 WTO 정식 회원이 되었다. 정부는 2019년에 사우디아라비아의 국제 상업 및 투자 활동을 강화하기 위해 대외 무역 총청을 설립하였다.

## 과제들
사우디 경제에 대한 도전 중에는 1인당 소득 감소를 멈추거나 되돌리는 것, 청년 노동에 대비하기 위한 교육 개선, 고용 제공, 경제 다각화, 민간 부문과 주택 건설, 부패와 불평등 감소 등이 있다. 사우디 경제가 왜 외국인 노동에 그렇게 의존하느냐는 질문에 대해, 유엔아랍인류개발 보고서는 개인의 자유 부족, 형편없는 교육 및 정부 고용, 그리고 능력 외의 요인들에 의한 여성 배제에 의해 억제된 사회적, 경제적 발전을 비난했다.

### 인구
사우디 인구는 젊고, 약 51%가 25세 미만(2012년 2월 기준)이다. 국제 통화 기금(IMF)의 2013년 보고서에 따르면 2013년부터 2018년까지 최대 160만 명의 페르시아만 국가(사우디가 가장 큰 나라) 청년들이 노동력을 투입할 예정이지만 이들 국가는 절반 이하(약 60만 명)의 민간 일자리를 갖게 된다.

### 더욱 다양화
저널리스트 카렌 하우스에 따르면 1970년 첫 번째 계획 이후 사우디 5개년 계획은 경제를 석유를 넘어 다변화하되 성공 가능성은 미미하다.
2007년 현재 석유 산업 이외의 제조업은 사우디아라비아 GDP에 10%를 기여했으며 총 고용의 6% 미만을 기여했다.